# 前540年
| 千纪： | 前1千纪 |
| 世纪： | 前7世纪 \| 前6世纪 \| 前5世纪 |
| 年代： | 前570年代 \| 前560年代 \| 前550年代 \| 前540年代 \| 前530年代 \| 前520年代 \| 前510年代 |
| 年份： | 前545年 \| 前544年 \| 前543年 \| 前542年 \| 前541年 \| 前540年 \| 前539年 \| 前538年 \| 前537年 \| 前536年 \| 前535年                                                                      |
| 纪年： | 周景王五年 魯昭公二年 齐景公八年 晋平公十八年 秦景公三十七年 宋平公三十六年 楚灵王元年 卫襄公四年 陈哀公二十九年 蔡灵侯三年 曹武公十五年 郑简公二十六年 燕惠公五年 吴王馀眛四年 杞文公十年 |

## 大事記
- 燕惠公欲除去諸大夫而立寵姬宋，燕國大夫共誅姬宋，惠公逃奔齊國。
- 鄭國大夫公孫黑（子晳）想要奪權，事泄，自殺。

## 出生
- 埃庇卡摩斯，希臘喜劇劇作家
- 希波纳克斯，古希腊诗人
- 赫拉克利特，古希腊哲学家
- 漆彫開，孔子弟子
- 衛靈公，卫国国君

## 逝世
- 子晳，郑国大夫